# LINE POP
『LINE POP 〜ブラウンのクッキー〜』は、韓国のIT企業ネイバー株式会社の子会社、NHN Japan→LINE株式会社が提供していたスマートフォン向けゲーム・アプリケーション、LINE GAMEの一つである。2012年11月19日サービス公開。2018年12月4日サービス終了。

## 概要
LINEのスタンプに登場するキャラクターがブロックとして登場するパズルゲームである。
ブラウンが主に登場するアプリケーションであり、様々な場面で見かける。
アプリをインストールしている者同士でスコア（ランキングとして表示され、週明けにリセットされる）を競ったり、世界中の利用者同士でスコアなどを競う「POPリーグ」や、毎日のミッションをクリアしたりなど遊び方がある。
ダウンロード数は2012年12月1日に1000万DL、2013年1月16日に2000万DLを突破。2013年9月6日時点でのダウンロード数は約3400万件。
2018年12月4日15時をもってサービス終了。約6年の歴史に幕を閉じることになった。

## 基本ルール
制限時間1分で7×7マスにあるブロックを左右上下にスライドさせ同じブロックを3つ以上並べて消していく。
ブロックは「ブラウン（クマ）」「コニー（ウサギ）」「ムーン（白と赤の2種類）」「レナード(カエル)」「サリー（ヒヨコ）」「ジェシカ(ネコ)」の7種類がある。基本的にどのブロックを消しても得点は同じである。なお、スライドさせてブロックが消えなかった場合はもとの位置に戻る。連続して消していくとコンボとなりより多くのスコアがどんどん加算されていく。基本スコアとして3つ消したときの点は250点である。
- レベル

星マークに数字が書かれているのは、レベルを表している。プレイしていると終了時に経験値がもらえ、ゲージがどんどんたまっていく。ゲージがたまり100%になるとレベルアップし、ルビーが貰えたりする。またレベルを上げていくと「レベルボーナス」がつき、レベルに応じて最終スコアの何%分かが貰える。

### ハイパーブロック
4つや5つ以上消したときにそのブロックが合わさってキラキラ光るブロックが出現することがある。それを「ハイパーブロック」と呼び、それを消すと通常より高いスコアが加算される。
- 4つ同時に消したときaキラキラ光る特殊なブロックが出現する。そのブロックと周りの隣接するブロック8つが消える。なので、端っこの方にあると隣接するブロックしか消えないので最低4つしか消せなくなる。この場合得点が減る。このブロックを消した場合の基本スコアは2500点である。

- 5つ以上同時に消したとき

ブロックの顔が頬張ったような顔になり、さらにキラキラ光るブロックが出現する。このブロックを消すと、そのブロックを中心に端まで上下左右に消える。これも端っこにあると、消せるブロックが限られてくる。この場合得点が減る。このブロックを消した場合の基本スコアは4000点である。

### キャンディブロック
ゲームプレイ画面には上側にコンボゲージというのがあり、ブロックを連続して消していくとゲージが貯まる。基本8コンボごとにゲージが満タンになり、1個出現する。このブロックは顔がルーレットしており、タップすると効果を発揮する。タップするとタップされた時のブロックと同じ顔のブロックを全て消してくれる。得点は、現在のコンボ数によって変化する。（500〜2400）×　消されたブロックの数　＝キャンディブロックの得点

### フィーバータイム
5回連続してブロックを消すと、ゲーム画面の端全体が黄色く光る。この状態をフィーバータイムと呼ぶ。この状態のときにブロックを消すと、4つ消したときに出現するハイパーブロックを消したのと同じ効果が常に発揮される。フィーバータイムが何秒発動してるかは不定期。コンボが続けば長く続く場合もあり、コンボがきれたり詰まったりするとすぐに終わることもある。

### Last Bonus（ラストボーナス）
ゲーム終了時に、「ハイパーブロック」や「キャンディブロック」が残っていると「ラストボーナス」として、自動的に消してくれ、得点をゲットできる。また、同じブロックが3つ以上並んだまま消えずに終了した場合も自動的に消える。消える順番があり、まず「ハイパーブロック」を全て同時に消したあと、「キャンディブロック」を1つずつ消していく。ちなみにコンボされている場合、引き継がれるので「キャンディブロック」が消えるときに有効である。

## ハート・通貨・宝箱・鍵・POPコインなど
ゲームプレイ中以外にも様々な場面で利用するアイテムなどがある。

### ハート
1プレイするのに1つ消費する。「ハート」がなくなるとプレイできなくなる。またその「ハート」は8分毎に1つ自動で回復する。最大5つまで自動回復し、6つ以上は回復しない。最大999ハートまで所持出来る。ハートが0の状態で最大まで回復させるには40分かかるが、自動回復以外にも様々な方法で手に入れることができる。
●ルビーで購入する　ハート5つ＝5ルビー
●友達招待　ハート＋1
●友達におねだりし、承諾される　ハート＋1

### ルビー
このアプリ内での通貨。最大99999ルビーまで所持出来る。アイテムや宝箱の鍵を買ったりするのに必要。ルビー自体を手に入れるには基本は課金することになるが、様々なイベントやPOPリーグ、ミッションをクリアしたりレベルアップしたりするなど、課金以外でも様々な方法で無料で手に入る。ちなみにルビー自体を購入するのに必要な金額は以下の通りである。大量のルビーを購入するほど、ボーナスとしてルビーが貰えるのでお得である。ちなみに1ルビー10円である。
●17ルビー　 ￥200
●55ルビー　 ￥600（ボーナスとして＋5ルビー）
●230ルビー　￥2300（ボーナスとして＋30ルビー）
●375ルビー　￥3500（ボーナスとして＋75ルビー）
●730ルビー　￥5800（ボーナスとして＋210ルビー）
- 課金以外で手に入れる方法

●レベルアップする（2もしくは10ルビー）
●ウィークリーミッションを3個または5個または7個クリアする（5〜15ルビー）
●イベントで手に入れる
●POPリーグで1〜3位に入る（最大100ルビー）など

### POPコイン
このアプリ内でのコイン。最大99999枚まで所持出来る。アイテムを買うときには利用しないが、宝箱の鍵を買ったり「ミニモン」（以降に説明）を召喚するのに利用し、課金で買ったりすることはない。稼ぎ方は様々であり、1プレイ毎に10枚貰える。1プレイで手に入れられるPOPコインは無制限だが、それ以外で手に入れる方法は1日1000枚までである。
- POPコインをゲームプレイ以外で手に入れる方法

●友達を招待（＋100）
●友達にハートを送る（＋10）
●友達にハートをおねだりする（＋10）
●自己記録更新時にタイムラインに投稿する（＋50）
●順位変動時の共有（＋50）

### 宝箱・宝箱の鍵
- 宝箱

宝箱はゲームプレイ中にブロックと一緒に出現し、そのブロックを消すことで手に入る。毎プレイ手に入る訳でなく、たまに出現する程度。「宝箱の鍵」がないと開けることができない。中身は「アイテム」や「ルビー（10、50、100個のどれか）」、「アイコンのフレーム」が入っており、「ルビー」はなかなか出てこないレアである。イベントによってはそれ以外が入ってることもある。
- 宝箱の鍵

宝箱を開けるのに必要。毎日、最初の1プレイで必ず1つは貰える。他にもミッションクリアの報酬やイベント、POPコインやルビーで購入することが出来る。また、友達を招待したときも1つ貰える。「POPコイン」や「ルビー」で購入する場合は以下の通りである。
●鍵×1　400POPコイン
●鍵×2　16ルビー
●鍵×11 80ルビー（ボーナスとして＋1）
●鍵×36 240ルビー（ボーナスとして＋6）

## アイテム
LINE POPのアイテムは豊富であり、色々なアイテムがある。アイテムはルビーで買ったり、ミッションをクリアした報酬でもらうなど様々な方法で手に入る。アイテムの種類は「基本アイテム」、「SPINアイテム」、「宝箱」、「レアアイテム」がある。アイテムに関してはアップデートによって新しく追加される場合がある。

### 基本アイテム
ルビーを消費して使うことが出来る基本のアイテムである。イベントによっては半額されることもある。また、基本アイテムのみ同時に使える。カッコ内のは使うのに必要なルビー（通常値段）。
● Mystery ball　(2ルビー）
- ゲームスタート時に、3つの「ハイパーブロック」もしくは「キャンディブロック」がある状態でプレイ出来る。プレイしていると、すぐに消えるのであまりハイスコアは狙いにくい。

● +5 Seconds (3ルビー）
- プレイ時間を5秒延長された状態でゲームスタート（1プレイ=1分5秒になる）。この5秒でどれだけスコアが取れるかが重要である。

● Special Bonus 10% (3ルビー）
- 最終結果にアイテムボーナスとして、基本スコアの10%が貰える。最終スコアが高ければ高いほど貰えるボーナススコアも高くなる。

### SPINアイテム
スロット（SPIN）で手に入るアイテムであり、SPINは1日1回は無料で回せる。2回目以降は6ルビーが必要。またイベントによってはSPINを回すのに必要なルビーが半額されることもある。
SPINはハズレは無く、必ずアイテムが手に入る。SPINで手に入るアイテムは限られており、下記のアイテムしか出ない。なお、SPINで手に入れたアイテム同士は同時に使うことができない。
● カラースプラッシュ
- ゲーム中に矢印が描かれたブロックが2回出現し、それを消すと全てのブロックが一掃し、2種類のブロックが交互に配置されるようになる。どのように動かしても必ずブロックが消せるのでコンボを稼ぐのに有効。しかし、ずっと2種類ではないので消すと次第に7種類へと戻っていく。

●コンビネーション
- 時計が描かれたブロックと、矢印が描かれたブロックがそれぞれ2回ずつ出現する。時計が描かれたブロックを消すと、制限時間が5秒延長される（最大10秒）。また矢印のブロックは「カラースプラッシュ」と同様。簡単にいうと、「タイムプラス」（以後説明）と「カラースプラッシュ」の2つの効果が発揮される。

● ラストボーナス×2
- 上記で説明した「ラストボーナス」で加算される得点が2倍になる。つまり「ラストボーナス」がないと、このアイテムは無効となるので、わざと「ハイパーブロック」や「キャンディブロック」を残しておくのが最も有効である。

● スコア×2
ゲーム中に「×2」と描かれたブロックが2回出現する。それを消すと10秒間、ブロックを消した時の得点が2倍になる（最大20秒）。コンボが続いているほど有効である。

### 宝箱
宝箱をあけることによって手に入るアイテム。手に入るアイテムは限られるかつ、宝箱で手に入れたアイテム同士を同時
に使うことはできない。手に入るアイテムは以下のとおりである。
● タイムプラス
- ゲーム中、時計が描かれたブロックが2回出現する。それを消すと制限時間が5秒延長される（最大10秒）。基本アイテムの「＋5 seconds」の強化版と言えるだろう。

● イージーコンボ
- コンボが切れるまでの時間が10%延長され、コンボがしやすくなる。延長されるのはほんの1〜3秒なのでそんなに強力なアイテムではない。

● スーパーキャンディ
- 最初、全てのブロックが「キャンディブロック」の状態でスタートする。2〜3秒で最大49コンボを狙えるので、かなり強力なアイテムと言える。この「キャンディブロック」は時間が経つと自然に普通のブロックに戻ってしまうので、ゲームがスタートしたら素早くタップしまくると良い。

### レアアイテム
ゲームを開始する前に、たまにポップアップで「レアアイテム」を発見することがある。通常アイテムよりも強力なアイテムがある反面、使うのにルビーを結構消費する。なお、稀にルビーを消費せずに「無料」で発見することもある。イベントによっては消費ルビーが半額されたりする。SPINアイテムや宝箱で手に入れたアイテムをセットされた状態でも「レアアイテム」だけは同時に使うことが出来る。もちろん、使わずにプレイすることも出来る。またSPINアイテムや宝箱から手に入れられるアイテムも「レアアイテム」として登場するが効果は変わらない。
- SPINや宝箱にも手に入れられるアイテム（カッコ内は使うのに必要なルビー）

●タイムプラス（8ルビー）
●カラースプラッシュ（8ルビー）
●コンビネーション（8ルビー）
- どこも手に入れられないレアアイテム

● ダブルキャンディ（8ルビー）
- コンボゲージがたまったときに生成される「キャンディブロック」の数が2個になる。コンボを素早く続けていればどんどん生成されていくのでハイスコアが狙いやすい。

● シックスモード（8ルビー）
- ブロックの種類が7種類から、6種類になる。同じブロックを揃えやすく、コンボを稼ぎやすい強力なアイテム。「スーパーキャンディ」と併用すると更にハイスコアを狙いやすい。前は30秒のみの効果だったが、今は1プレイずっと発揮。

● スペシャルボーナス（20%）（8ルビー）
- 最終結果のスコアにアイテムボーナスとして20%加算される。基本アイテムの「Special Bonus 10%」の強化版である。